# Kozjak (Loznica)
Kozjak (Servisch cyrillisch Козјак) is een plaats in de Servische gemeente Loznica. De plaats telt 1102 inwoners (2002).